# Accord de Carthagène
L'accord de Carthagène est le nom officiel du traité conclu en 1969 dans la ville colombienne de Carthagène des Indes entre cinq pays d'Amérique du Sud : Bolivie, Colombie, Équateur, Pérou et Venezuela. Cet accord, qui a donné naissance à la Communauté andine, visait à accélérer le développement des pays membres par une meilleure intégration économique et sociale. 
Le Chili a participé à cet accord jusqu'en 1976. Le Pérou a suspendu sa participation  en 1993, puis est revenu l'année suivante. 
Le Venezuela s'est retiré de cet accord en 2006 pour  adhérer au Mercosur.
En mai 1991, la déclaration de Caracas établit une zone de libre-échange entre les pays participants à l'accord qui est entrée en vigueur en janvier 1992. Les tentatives pour établir un tarif extérieur commun ont échoué.
En 1993, le commerce entre les pays concernés a augmenté de plus de 30 %. Cependant, malgré la plus grande intégration, les États-Unis continuent d'être le principal partenaire commercial de la plupart des pays signataires.
Les accords de Carthagène ont été modifiés en 1987 par le protocole de Quito et en 1996 par le protocole de Trujillo.